# Електронна промисловість України
Електронна промисловість — галузь машинобудування, яка займається розробкою і виробництвом електронного обладнання, електронних систем і приладів промислового та військового, побутового та іншого призначення. Одна з новітніх, наукомістких галузей промисловості, яка концентрується переважно у великих промислових центрах, добре забезпечених кваліфікованими кадрами. Значна частина продукції електронної промисловості призначена для зберігання, обробки та передачі інформації.

## Загальна характеристика
Електронна промисловість тільки частково виробляє готову кінцеву продукцію; велику частину її продукції становлять компоненти інших кінцевих продуктів, а також частини, напівфабрикати й матеріали, і тому її тяжко охопити статистичною класифікацією. Але без компонентів електронної промисловості не може існувати безліч сучасних готових виробів: ракети, штучні супутники, атомні електростанції тощо.
Як матеріали й компоненти для своїх виробів електронна промисловість вживає також багато стратегічно важливих і дефіцитних металів, пластмас, мінералів та синтетиків, тому тісно пов'язана з багатьма іншими галузями промисловості. За організацією виробництва, технологією й зв'язками до електронної промисловості повністю або почасти належать такі галузі й підгалузі промисловості: радіотехн., телефонно-телеграфна, промисловість спеціальної (у значній мірі воєнної) радіоелектроніки та радіонавігаційного обладнання, кібернетичні, електронно-обчислювальні та керівні машини (комп'ютери) і прилади радіоелектронної автоматики, промисловість, що виробляє електронні машини для програмового управління виробничими процесами, бюровою роботою, контрольно-обліковими, плановими і комерційно-фінансовими операціями, машини для шкільного навчання, для фоторепродукції документів, зберігання і знаходження інформацій; далі промисловість вимірювальної апаратури, електровакуумна, технологічної апаратури, напівпровідників, радіодеталей, матеріалів для радіоелектронної промисловості (виробляє електротехніку, скло, спеціальну кераміку, ферити, п'єзокварцеві та слюдяні вироби, люмінофор тощо) та спеціальне машинобудування для електронної промисловості.
Електронна промисловість належить до стратегічно важливих, вона сприяє прискоренню розвитку машинобудування та становленню п'ятого технологічного устрою й є основною передумовою початку переходу до шостого.

## Історія
Зародження радіоелектронної промисловості в Україні припадає на 1896 рік, коли у Сумах бельгійці збудували машинобудівні майстерні, що виробляли серед іншого телефонні й телеграфні апарати. Першу радіотелеграфну лабораторію відкрив у Києві С. Айзенштайн у 1905 році, перша радіостанція була збудована в Миколаєві 1914 року.
Перші електростатичні генератори та прискорювачі протонів у СРСР були створені у 1930-х роках в Українському фізико-технічному інституті у Харкові, телебачення існувало з 1940 року (в експериментальній формі).
Радіопромисловість розвинулася в Україні в основному після 1945 року. У Дніпропетровську почалося масове виробницто радіоприймачів у 1947 році, радіол — у 1952 році; магнітофони почали виробляти у Києві з 1949, телевізори — у Львові з 1958. Електронна промисловість запрацювала активно з 1960-х років. Львівський завод кінескопів розпочав масове виробництво телевізійних трубок у 1954 році. Незабаром це підприємство набуло всесоюзного і східно-європейського значення. У 1968 році він почав виробництво трубок для кольорових телевізорів.
Перший в СРСР комп'ютер склали у Києві в 1950 році. Серійне виробництво комп'ютерів «Київ» почалося тут у 1959, керівної електронної машини «Дніпро» — в 1961, електронної машини для інженерних розрахунків «Промінь» — 1962. Сумський завод електронних мікроскопів та автоматів для хімічної промисловості запрацював у 1959 році. Сєвєродонецький приладобудівний завод почав виробляти комп'ютери та інші електронні апарати з 1967 року.
У радянські часи радіоелектронна промисловість УРСР підлягала лише відповідним союзним міністерствам. Вона була наймолодшою галуззю промисловості як в Україні, так і у світі, але значення її вже на той час було величезним, а згодом стало вирішальним для всього народного господарства, бо є основою усього машинобудування.
За радянською класифікацією від 1968 року визначалася окремо як радіопромисловість, електронна промисловість та підгалузь приладобудування (спеціалізовані заводи оборонної, авіаційної і суднобудівної промисловості та промисловості загального машинобудування). В радянській офіційній звітній статистиці електронна промисловість подається тільки в категоріях «прилади, засоби автоматизації і обчислювальної техніки» та «радіоприймачі, радіоли, телевізори і магнітофони побутові», що становило лише частину всієї продукції. За радянською методою обчислення національного доходу, у 1969 радіоелектронна промисловість давала в УРСР близько 1,8 % продукції всієї промисловості (у СРСР — 1,7 %; в Америці — 4,2 %), у дійсності, певно, більше.
Виробництво продукції радіопромисловості України зросло за 1959—1969 роки у 8 разів, електронної промисловості — у 16 разів (дані неповні). Приладобудування розвинулося також головним чином після Другої світової війни. У Києві в 1950-х роках завод «Точелектроприлад» став масово виробляти різні електровимірювальні прилади, потенціометри та магнітометри.
Нові заводи контрольно-вимірювальних приладів було збудовано в Харкові (два), Одесі, Львові («Теплоконтроль»), Житомирі («Електровимірювач»), Івано-Франківському (приладобудівництво). Менші заводи запрацювали у Черкасах, Лубнах, Мукачевому, Луцьку, Луганську й інших містах. Загалом на 1963 рік налічувалося 14 підприємств приладобудування в УРСР, не рахуючи спеціалізованих військових.
Радіоелектронна промисловість — працемістка і матеріалоінтенсивна промисловість, що не потребує багато металу та енергії. Натомість їй потрібна велика науково-дослідна база, експериментальні лабораторії і висококваліфіковані інженерно-технічні кадри. За даними 1966 року радіоелектронна промисловість концентрувалася здебільшого в Південно-Західному економічному районі (Київ, Львів). Тут вироблялося 78 % приладів електровимірювання й 76 % приладів контролю і регулювання технологічних процесів всієї продукції України. Фондовіддача й продуктивність праці тут була вища, ніж в цілому по Україні. Однак загалом по Україні — була вища, ніж в усьому СРСР (на 1 карб. основного капіталу 2,35 карб. продукції в УРСР і 2,27 карб, в СРСР). Розвиток радіоелектронної промисловості в УРСР, РРФСР і СРСР представлений у табл. З неї видно, що в Україні радіоелектронна промисловість зростала щороку на 19,5 %, в РРФСР — на 13,8 %, в СРСР — на 15,7 %, тобто швидше, ніж розвивалася вся промисловість СРСР.
| Продукція приладів, засобів автоматизації та обчислювальної техніки У млн карб.* | Продукція приладів, засобів автоматизації та обчислювальної техніки У млн карб.* | Продукція приладів, засобів автоматизації та обчислювальної техніки У млн карб.* | Продукція приладів, засобів автоматизації та обчислювальної техніки У млн карб.* | Продукція приладів, засобів автоматизації та обчислювальної техніки У млн карб.* |
| Роки                                                                             | Україна                                                                          | РРФСР                                                                            | СРСР                                                                             | Частка України в СРСР                                                            |
| -------------------------------------------------------------------------------- | -------------------------------------------------------------------------------- | -------------------------------------------------------------------------------- | -------------------------------------------------------------------------------- | -------------------------------------------------------------------------------- |
| 1967                                                                             | 452                                                                              | 1843                                                                             | 2739                                                                             | 16,50 %                                                                          |
| 1969                                                                             | 518                                                                              | 1575                                                                             | 2562                                                                             | 20,21 %                                                                          |
| 1970                                                                             | 613                                                                              | 1861                                                                             | 3092                                                                             | 19,82 %                                                                          |
| 1971                                                                             | 717                                                                              | 2090                                                                             | 3487                                                                             | 20,56 %                                                                          |

Радіоелектронна промисловість в України у другій половині XX століття була на рівні Чехословаччини й Східної Німеччини. Однак, порівняно з іншими Європейськими та Північноамериканськими країнами — значно відставала. Так у 1969 в Україні було встановлено лише 74 комп'ютери, тоді як в Західній Німеччині — понад 300, у Франції — понад 500. За планом на 1975 СРСР мав би продукувати близько 2 000 комп'ютерів. Незначну їх частину СРСР використовує для вивчення космосу й у військовій справі, а малі та прості комп'ютери, що були у серійному виробництві в Україні і в СРСР, є копіями західних машин, виробництво яких там припинено ще у 1962 році. За даними радянської статистики у 1972 лише 65 % продукції радіоелектронної промисловості СРСР відповідало світовому рівню. Багато цих виробів СРСР імпортував з Японії, Великої Британії, Франції, Італії, Швейцарії й Данії, а також з — країн Східної Європи.
Головними причинами відставання радянської радіоелектронної промисловості, крім технології, є низькі норми амортизації та нестача деяких стратегічних матеріалів: феритів, п'єзокварців, селену, індію, галію, телуру, берилію, талію, цирконію (див. Рідкісні метали), СРСР імпортував ртуть, слюду, барій, плавиковий шпат, потрібні для радіоелектронної промисловості.
До 1991 року в Україні тільки у виробництві мікроелектроніки було задіяно п'ять виробничих об'єднань чисельністю 10-12 тис. працівників у кожному.
Перепрофілювання негативно позначилося на галузі багатьох підприємств колишнього військово-промислового комплексу в 1991—1994 роках, так само як і створення альтернативних підприємств в країнах СНД, а також зниження попиту на традиційних ринках. Виробництво впало майже в 10 разів. Водночас приватизація підштовхнула прогрес у цьому напрямку. Частина державних підприємств після приватизації почала випускати товари масового споживання (ВАТ «Гамма», ВАТ «Гравітон», ВАТ «Родон», ВАТ «Олімп», ДП "Львівський завод"Лорта"). Решта підприємств у зв'язку з відсутністю державних замовлень та складним фінансовим становищем поступово почали занепадати та зменшувати обсяги виробництва (ДП «Дніпронапівпровідники»).
Після набуття Незалежності України з'являються нові приватні підприємства (ТОВ «Еверест Лімітед», ТОВ «Телекарт-Прилад», ТОВ"НВП"Аеротехніка-МЛТ", ЗАТ"Квазар-мікро"), які налагоджують сучасне виробництво радіоелектронних приладів.
Згідно з даними Міністерства промислової політики України, за I півріччя 2009 р. в порівнянні з відповідним періодом 2008 р. підприємства радіоелектронної промисловості, засобів зв'язку і приладобудування України скоротили випуск продукції на 5,6 % — до 409,2 млн грн. Водночас в порівнянні з травнем цей показник зріс на 7,7 % до 78 млн грн. Радіоелектронна промисловість збільшила випуск продукції в червні до травня на 4,3 % — до 41,5 млн грн, за 6 міс. до 6 міс. 2008 р. — на 27,9 % — до 207,1 млн грн. Підгалузь засобів зв'язку і телекомунікацій збільшила випуск продукції в червні на 8,3 % — до 18,3 млн грн, за 6 міс. — скоротила на 30,8 % — до 114,9 млн грн. У приладобудуванні об'єми виробництва в червні зросли на 9,5 % — до 17,2 млн грн, за 6 міс. — скоротилися на 17,7 % — до 87,2 млн грн. За 6 міс. випуск лічильників електроенергії скоротився на 72,4 % — до 66,766 тис. шт., газу — на 33,7 % — до 88,138 тис. шт., води — зріс на 19,5 % — до 594,56 тис. шт. Виробництво кольорових телевізорів скоротилося на 56,4 % — до 368,479 тис. шт.

### Сучасний стан
Можна зазначити, що показники інноваційної діяльності радіоелектронної промисловості в сучасній Україні корелюють із економічною та політичною ситуацією в країні. Так до 2014 р. кількість підприємств і обсяг реалізованої продукції (товарів і послуг) поступово знижувалися. І лише починаючи з 2015 р. намітилися позитивні тенденції:
- збільшення витрат держави на військово-промисловий комплекс, а отже, і на радіоелектронну промисловість;
- збільшення державних замовлення на розробку та випуск навігаційної апаратури, промислової електроніки, військової та спеціальної техніки (ПАТ "ТРЗ «Оріон», ПАТ "НВО «Київський завод автоматики імені Г І. Петровського», ДП «Укроборонсервіс»);
- поява нових інноваційних видів продукції: мікропроцесорні системи контролю та управління технологічними процесами, комп'ютерні томографи та рентгенівські діагностичні апарати, прилади обліку споживання газу, води, тепла та електроенергії, ряд приладів i систем для екологічного моніторингу промислових зон, модифіковані наукоємні прилади для наукових досліджень — електронні мікроскопи, хроматографи, мас-спектрометри, спектрографи (ТОВ «Еверест Лімітед» та ін.);
- розвиток міжнародних зв'язків (ЗАТ «Квазар-мікро»);
- створення нових робочих місць;
- стимулювання підготовки висококваліфікованих працівників для задоволення потреб галузі та ін.[1]

У 2021 році внаслідок карантинних обмежень через COVID-19 техіндустрія зазнала бурхливого попиту на ноутбуки та планшети, що стало однією з причин браку напівпровідників у світі. Дефіцит також погіршили санкції проти китайських техкомпаній та закриття заводів через локдауни. Також дефіцит чипів — ще один можливий наслідок розпочатої Росією війни проти України. Майже половину всіх світових поставок неону для чіпів забезпечували дві українські компанії, які припинили роботу через російське вторгнення. За інформацією агенції Reuters, від 45 % до 54 % виробництва неону у світі припалає на компанії «Кріоїн Інжиніринг» та «Інгаз». Вони виробляли неон напівпровідникової якості, необхідний для лазерів, що є складовою частиною виробництва чипів.
Так компанія «Інгаз», штаб-квартира якої була розташована в Маріуполі, виробляла від 15 000 до 20 000 кубометрів неону. Головними клієнтами її були компанії з Тайваню, Кореї, Китаю, США і Німеччини. Компанія «Кріоїн» до початку війни виробляла від 10 000 до 15 000 кубометрів неону на місяць. Експерти попереджають, що, якщо війна триватиме довго, виробництво чипів опиниться під загрозою і припинять роботу заводи, що спеціалізуються на виробництві мікросхем. Брак мікросхем ударить по виробниках мобільних телефонів й інших гаджетів.

## Підприємства
Серед підприємств електронної промисловості виділяють львівські радіотехнічні заводи («Електрон») і кінескопів, заводи Києва («Маяк», «Радар»), які виготовляють телевізори, магнітоли, магнітофони, транзисторні радіоприймачі і т.п. Сімферопольський завод телевізорів (не існує) був першим у СНД, який опанував виробництво широкодіагональних телефізорів, Дніпропетровський радіозавод - транзисторні радіоприймачі, кольорові телевізори «Янтар». Кіноапаратуру виготовляють заводи «Кіпап» в Одесі та Києві; електронно-обчислювальні машини керування, напівпровідники - в Києві та Вінниці. У Сумах виготовляли електронні мікроскопи та інші електронні прилади, новіші центри електронної промисловості розташовані у містах Рівне, Хмельницький, Вінниця. Великі підприємства працюють у Харкові.
Для виготовлення побутової техніки були створені підприємства, як Київський завод пральних машин, Васильків (Київська область) і Донецький завод холодильників та ін. Сьогодні ці підприємства здійснюють збірку побутової техніки за ліцензіями закордонних компаній.